# 业余无线电台呼号
业余无线电台呼号用於合法地分辦業餘電台或操作員。它們被分配予業餘無線電操作員。业余无线电台呼号在1912年開始，由國際電信聯盟以及當地管理分配。业余无线电台呼号通常情况下由英文字母組成，分為由國際分配的呼号前缀；表達地區的业余分区号；后缀三个部分。呼號也可以加上額外前綴和後綴，以附加業餘無線電操作者的位置及操作環境。一些国家要求操作員只使用电台呼号，而其他国家则允许使用操作员呼号。在部份國家，也允許電台在法律下選擇自已的呼號。一些司法管辖区會為自行選擇呼号而收取費用，而一些司法管辖区則不收取。例如在如英国，自取呼号可以在申请许可证时选择，不需要額外費用；美国联邦通信委员在2015年9月前，會就自取呼号申请作出收费。

## 呼號前綴歷史
無線電臺呼號前綴始見於1912年国际电信联盟倫敦會議之決議，會中獲得呼號分配之亞洲國家僅有日本（J）以及泰國（HG、HH）。而中国則在1927年国际电信联盟華盛頓會議首次獲得呼號分配（XG－XU）。此分配遭到部分中国业余无线电爱好者的反对，认为多數大国均使用以本国首字母大写开头的呼号作为前缀，而未把「C」分配至中国（China），是对中国的歧视。然而實際上「C」部份前綴已經在1912年分配給智利（Chile）等國，且1927年會議期間還有加拿大（Canada）、古巴（Cuba）等國家申請「C」段代碼。雖然如此，部分中国业余无线电爱好者，逕行启用未经国际电信联盟批准的C作为电台呼号前缀，如中国著名文学家鲁迅先生之子，周海婴先生曾经使用过C1CYC作为呼号。而當時朝鮮與臺灣則為大日本帝国統治使用日本「J」前綴的國內分配，其中朝鮮半島使用「JB」而臺灣則使用「JF」（代表福爾摩沙Formosa）。
第二次世界大战後1947年，国际电信联盟在美國大西洋城召開會議，其中重新分配各國的呼號，形成目前的格局。
| 國家地區 | 中华人民共和国           | 中华人民共和国 | 中华人民共和国 | 日本                     |             |                               | 蒙古国 | 中華民國        |
| 國家地區 | 中国大陆                 | 香港           | 澳門           | 日本                     | 臺灣        |                               | 蒙古国 |                 |
| 前綴     | BA－BL、 BR－BT、 BY、BZ | VR             | XX             | JA－JS、 7J－7N、 8J－8N | HM、 P5－P9 | HL、 DS、DT、 D7－D9、 6K－6N | JT－JV | BM－BQ、 BU－BX |
| 分區號   | 0－9                     | 2              | 9              | 0－9                     |             | 0－5, 8, 9                    |        | 0－9            |

## 組成
业余無線電呼号由前缀、業餘分區號和后缀组成。前缀由字母或数字组成，分隔数字在0到9之间，后缀是1到4个字符，通常是字母。
舉例來就：
| 呼號    | 前綴 | 業餘分區號 | 後綴  | 格式                                   |
| ------- | ---- | ---------- | ----- | -------------------------------------- |
| B2AA    | B    | 2          | AA    | 1×2 呼號，來自中華人民共和國           |
| BY1CRA  | BY   | 1          | CRA   | 2×3 呼號，來自中華人民共和國的活動電台 |
| K4X     | K    | 4          | X     | 1×1 呼號，通常是美國限時活動電台       |
| N2ASD   | N    | 2          | ASD   | 1×3 呼號，來自美國                     |
| I20000X | I    | 2          | 0000X | 1×5 呼號，來自意大利的特殊活動電台     |
| 4X4AAA  | 4X   | 4          | AAA   | 2×3 呼號，來自以色列                   |
| A22A    | A2   | 2          | A     | 2×1 呼號，來自波紮那                   |
| 3DA0RS  | 3DA  | 0          | RS    | 3×2 呼號，來自史瓦帝尼王國             |

呼号以一个两个或三个字符的前缀开始，前缀是由国际电联分配给业余無線電操作員的操作国家或其他国际公认的管辖范围，但前綴不一定代接操作者的所在国籍。詳細地區可見於业余无线电呼号前缀列表上。个人操作员被分配一个独特的呼号，以这个前缀开始，然后用一个分离的数字和后缀完成。業餘分區號及後綴的配發則由各國管理機關制定，一般與電臺地理位置、電臺功能、電臺操作人執照等級等因素有關。每一個業餘電台都只有一個獨特的呼號。

### 国家前缀
从呼号的首部开始，每個国家从国际电联分配的范围内选择一个、两个或三个字符，以足以将其呼号与其他地区区分开来。而「字母范围」总是首先指呼號的第一个字母，也就是说，在前缀 "AAA-ALZ "中，"A "是字母范围的代号。
国家在其指定范围内，选择国家前缀时需要考虑的因素如下：
- 整个字母范围被分配给一个管辖区：只使用一个字母的前缀。
  - 例如美国被分配了整个"K"区，美国联邦通信委员会（FCC）可以以KAA到KZZ作為無線電呼號前缀分配予境內的無線電操作員。根據地區的分別，美国还可以根据需要分配前缀"KA"、"KB"、"KC"等。
  - 当从KAA-KZZ区段分配时，联邦通信委员会也可以分配三个字母的前缀（如KAA、KAB、KAC等）。但此舉会产生繁琐的呼号，因此联邦通信委员会只分配了单字母和双字母的前缀的呼号。
  - 对于以B（中国）、F（法国）、G（英国）、I（意大利）、K（美国）、M（英国）、N（美国）、R（俄罗斯）或W（美国）开头的区段范围，也可以使用单字母前缀，因为国际电联也将每个区段分配给单一管辖区。
  - B、F、G、I、K、M、N、R和W范围内都没有发行数字作为第二个字符，所以这些范围内呼叫的第一个数字总是分离的数字。
- 当字母范围被划分到两个或多个管辖区时：使用两个字符的前缀。
  - 例如，AAA-ALZ被分配给美国；但西班牙、巴基斯坦、印度和澳大利亚也被分配到"A"区的其他部分，所以每个国家至少需要从前綴再分配两个字符，以产生區別呼叫來源。字母数字前缀"A2"到"A9"也被分配给其他八个司法管辖区，所以带有单个"A"的呼号前缀，并不能分任何一个司法管辖区。
- 当字母范围划分到两个或多个管辖区共用時时：使用三字前缀
  - 在3DA-3DZ区段的呼号中。斐济和斯威士兰分别被分配到3DN-3DZ和3DA-3DM，所以他们也选择第三位前綴来分辦不同地區的呼叫。
  - 斐济发行了许多带有"3D"前缀和 2"数字分隔符的呼叫标志。理论上，这并不能将他们的呼号与斯威士兰的呼号区分开来，斯威士兰发行的是3DA-3DM块。
  - 这种情况也可能出现在SSA-SSZ范围，因为它是埃及（SSA-SSM）和苏丹（SSN-SSZ）共享。然而，这两个国家的业余电台使用其他前缀。
- 司法管轄區内经常采用一个或只有几个他们被分配的前缀，其他的呼號保留给其他场合。加拿大有24个可用的双字母前缀，但只有CY、VA、VE、VO和VY用于正常操作。

### 業餘分區號和后缀
司法管辖区指定一个单一的数字（一个数字来区分前缀和后缀）以及一个由1至4个字符组成的后缀（最后一个是字母），并将它们按顺序附加到其指定的前缀。由此产生的呼号必须唯一识别该辖区内的業餘电台操作员。有时前缀加上分离的数字一起被称为前缀。这就产生了国际公认的、独特的呼号，以识别有执照的操作员。

## 一般格式
業餘無線電呼號的格式是由三個部份組成：
- 前綴（Prefix，P）：為一至三碼之英文字母（拉丁字母，A－Z）或數字（0－9）之組合，
- 業餘分區號（Separating numeral，N）：為一碼數字（0－9），用以代表該電臺為業餘電臺。分區號由各國管理機關分配，通常依照該國國內地區分配或由電臺持有人選擇。有時侯業餘分區號「0」会使用一个有横纹的「Ø」代替，以区别于字母 "O"。
- 後綴（Suffix，S）：為英文字母（拉丁字母，A－Z）或數字（0－9）之組合，用以識別各個電臺，由各國管理機關分配。為了不和業餘分區號混淆，除了在特殊的活動外，最後一位必定為英文字母。

業餘無線電呼號一般會跟從以下的格式：
- PNS，1×1呼号
  - 通常为用於特殊活動，前缀总是一个单字母字符，后缀也是如此。
  - 此型式的呼號只能分配在B，F，G，I，K，M，N，R或W的前缀范围。
- PPNS，2×1呼号
  - 前缀可以是字母-字母；或者字母-数字。由一个字母、两个数字和一个字母组成的呼号是2×1呼号，即它有一个字母-数字前缀和一个单字母后缀。
  - 对于所有字母-数字-数字-字母呼号，如果第一个字符不是B、F、G、I、K、M、N、R或W，那么它就是2×1呼号。
- PNSSS，1×3呼号
- PPNSS，2×2呼号
- PPNSSS, 2×3呼号
  - 此為最常見的模式。
- PPNSSSS, 2×4呼号
  - 一些国家會指定了四位后缀的呼號，用于特殊活動之中。在新西兰，SSSS后缀的第一个位有时是特殊活動的数字。
- PPPNSS或PPPNSSS，3×2，3×3或更多
  - 当前缀的两个位元不足以区分管辖范围时分配（例如，斐济3DN-3DZ和斯威士兰3DA-3DM）

### 后缀分配
由于后缀也可以包含数字，一些国家发行的后缀以数字开始，通常与特殊活動有关。在正常的呼号分配中，如果一个呼号有两个数字（如S59DSC或2S4LGR - PPNSSS），第一个数字几乎总是前缀部份（如S5表示斯洛文尼亚，或2M表示苏格兰的中级执照持有人）。

### 有多於一个以上数字的呼号
呼号包含两个（或更多）数字的呼號可以有多种产生方式。当数字相邻时，便需要區分哪个数字前缀、業餘分區號、后缀所屬。
除在巴哈马外，在任何情况下，由国际电联分配的字母数字前缀的管辖区将第二个数字作为其業餘分區號。比如例子是A33A，汤加的呼号；第一个"3"是前缀的第二个字，第二个"3"是業餘分區號，将"A3"与单字母后缀"A"分开。国际电联分配的单字母前缀中没有單字母"A"，所以第一个"3"必须是前缀的一部分。
新西兰和爱尔兰共和国的前缀都没有数字作为前缀字符。然而，两國都允许以兩个数字，作为后缀的第一個的數字，而不能与符号的業餘分區號相混淆。作为后缀的第一个字符，这两个数字可以一起使用。
例如，一个活跃了30年的新西兰业余無線電爱好者，目前被分配的呼号是ZL1xxx，他可以以ZL30xxx的身份操作三个月。从技术上讲，"3"是業餘分區號，"0"是后缀的第一个字符。同样，一个呼叫為ZL4xxx的無線電俱乐部已经成立了23年，那他可以作為可以作为ZL23xxx操作3个月之久。只要新西兰的操作員在正常后缀的开头加上第二个数字，他們便也可以用另一个数字代替他们的業餘分區號。在两个业余無線電操作員在不同的業餘分區也都有相同的操作年限和后缀時，會導致呼叫标志混淆，雖然這是罕见的。
爱尔兰还利用國際電聯的标准，以数字作为后缀字符。爱尔兰无线电协曾經会以EI75IRTS的名义运作，以庆祝其成立75周年。
英国通信管理局也允许在特殊活動的呼号中使用数字。例如，GB75RD是雷丁和地区业余无线电俱乐部成立75周年的特别活动呼號。

### 例外
英文字母中的26个字母和10个数字可以用来组成呼号，重音字母除外。呼號分配中不包括可能与緊急呼叫相混淆的字母组合，或保留作为无线电通信服务的缩写的字母组合（如Q簡語）。這些例外在国际电联在第19条规定中，ITU-R M.1172中列明的。在实際分配中，没有司法管轄區的前缀以字母"Q "开头，從而避免以Q開首的Q簡語混淆。但是 "Q"可以前缀的第二个字母（如马拉维分配的7QA-7QZ区）。
双位数或单位数字的前缀被排除在外。在前缀中带有前导数字的呼号总是有第二个字符是字母，在少数情况下，第三个字符也是字母。目前，没有分配的前缀有0（零）或1（一）作为其字符之一，因为它们可能与字母"O"和"I"所混淆。而在国家分配机构的决定下，所有从0到9的十个数字，包括0和1，都可以作为分隔数字使用。

### 二级前缀或后缀类型
二級前缀或后缀可以用仿确定业余電線電操作員的位置和操作条件。
在加拿大-美国操作协议条约中，来自一个国家的业余無線電操作員可以在另一个国家操作时使用他们本国的呼号，但在他们的呼叫中需要附加上他们正在操作的呼叫区前缀。例如，来自不列颠哥伦比亚省（加拿大的VE7）的业余無線電操作員在华盛顿州（美国的K7）工作，将修改從他们家乡的呼号後，加上/K7（例如，VE7xxx变成VE7xxx/K7）。
來自适用CEPT建议T/R 61-01国家的业余無線電操作員，作為訪客於其他國家操作無線電時，需要在其本国呼号之前使用适当的东道国前缀，可以使用适当的操作后缀。例如，在法国工作的英国業餘無線電操作員在持有G3xxx的呼號，在法國操作時要呼號改成F/G3xxx，在德国的汽车上操作的瑞士業餘無線電操作員改成DL/HB9xxx/m。类似的规则也适用于有关访客许可证的双边协议，或允许访客在不分配当地呼号的情况下操作。
当一个国家以業餘分區數字表示地理区域时，来自一个地区的操作者在另一个地区操作时可以加一个次要的后缀表示。例如，一个来自澳大利亚昆士兰州的业余爱好者在塔斯马尼亚州运营，可以签署为VK4xxx/7或VK4xxx/VK7。
呼號也可以附加其他次要的操作后缀，以表達操作環境。如/P（用于便携式操作），/M（用于移动操作），/AM（航空移动），/MM（海上移动），或/A（用于在许可机构登记的其他地点操作）。根据不同的司法管辖区，操作時可能需要使用这五个后缀。偶尔也会听到自行分配的操作后缀，如/QRP，用于電台低功率操作。一些無線電中继器在固定的时间内自动传输呼号，并在呼号的末端使用二级后缀/R。一些司法管辖区不鼓励这种做法，理由是它可能会与中继器所在地的业余人员在俄罗斯进行便携式工作相混淆。同样，一些信标台也使用自定義的二级后缀/B。
| 二級前綴            | 用法                   | Notes                                                                |
| ------------------- | ---------------------- | -------------------------------------------------------------------- |
| /<數字>             | VE7xxx/7               | 表示操作员在自己的呼叫区域内，但在主要操作地点以外的地方工作。       |
| /P                  | VE7xxx/P               | 表示操作员在自己的呼叫区或国家，在远离主要操作地点的地方工作。       |
| /<國內業餘分區編號> | VE7xxx/6 或 VE7xxx/VE6 | 在另一个呼叫区的操作者在主要地点以外的地方运营，而且在国家边界之内。 |
| /<國外業餘分區編號> | VE7xxx/W7              | 在另一个呼叫区的操作者在主要地点以外的地方运营，而且在国家边界之外。 |
| <國際前綴>/         | F/G3xxx                | 操作者在另一个国家操仿，而不是家鄉地点。                             |
| /M                  | VE7xxx/M               | 操作者處於陸上移动环境中（如鐵路，或在车辆內）。                     |
| /MM                 | VE7xxx/MM              | 操作者處於海上移动环境中。                                           |
| /AM                 | VE7xxx/AM              | 操作者處於空中移动环境中。                                           |
| /A                  | UR1xxx/A               | 在管理机构中注册的第二地点的操作者                                   |

## 中华人民共和国

### 早期
中国业余电台呼号由四部分组成，第一位为国家冠字，由“B”表示，第二位为电台性质，由一位拉丁字母表示：“Y”表示集体电台（已停止指配），“Z”表示在集体电台上使用的个人呼号（已经废除），“A、D、G、H”表示个人电台，其中“A”代表拥有一级电台操作证书的电台，“D”代表拥有二级电台操作证书的电台，“G、H”代表拥有三、四、五（收信台）级电台操作证书的电台（其中G包含三级与四级，H为部分城市，如北京地区，在G号段资源已经用满后，由无线电管理委员会批准新启用的号段，一般应为四级操作证书），操作者通过中国无线电运动协会组织的等级考试后，会变更第二位字母，其他字母保持不变，如某人拥有三级操作证书，呼号为BG1AAA，通过二级考试后，呼号改为BD1AAA，一般情况下ADG号段只同时存在一个后缀相同的呼号，“T”代表为特殊活动设立的电台，如业余无线电节即“55”节中使用的BT55CRF（后缀为China Radio Festival简写），或全国青少年业余无线电比赛以及北京分区赛曾使用BT1A，（数字随比赛所处地区而不同，仅以北京举例）等呼号，“I”代表海岛电台（在部分地区例如江苏，由于用于三、四级证书的H段呼号已分配完毕，自2012年上半年开始分配I段呼号），国际海岛专用频率为21.650Mhz，中国海岛多集中在2区，4区，5区以及7区，一般为BI+数字+一位后缀字母，“BS7H”专指中国黄岩岛的呼号，是独立的DXCC区域，属于极其珍贵的呼号。

### 改革
2013年后，业余无线电操作等级改为“A、B、C”三级，且由中国业余无线电协会负责组织考试和指配呼号，呼号组成规则基本不变。
另中国在世界比赛CQ World Wide DX Contest中曾经在中国无线电运动协会BY1PK中使用B1A与B1Z作为比赛呼号，其后比赛中也出现过很多如B7P等这样的类似意义的呼号。第三部分为业余电台分区，即电台所处分区数，由一位阿拉伯数字表示。第四部分为后缀，即各电台自身的呼号，收信台由四到五位阿拉伯数字表示，即该操作者的中国业余无线电会员编号，例如该会员在北京的编号为11111，其收信台呼号为BG-1-11111，联络台由二到三位拉丁字母表示。每个业余电台的具体呼号由省、市、自治区体委在审核其设置申请时根据电台性质，本省所处分区，以及分配给本省的后缀提出意见，同级无线电管理委员会核准。

### 呼号编制
- 呼號前綴第一位為B，第二位做為分辨电台种类之用

| 前缀                                       | 电台种类                                                                                   |
| ------------------------------------------ | ------------------------------------------------------------------------------------------ |
| BA、BB、BC、BD、BE、BF、BG、BH、BI、BK、BL | 一般业余无线电台                                                                           |
| BJ                                         | 业余无线电信标台和空间业余无线电台                                                         |
| BR                                         | 业余无线电中继台                                                                           |
| BS、BT、BY、BZ                             | 国家无线电管理机构保留，其中，BY曾专用于指配给集体台，BZ曾专用于指配给于集体台上操作的个人 |

- 呼號第三位為分区编号，代表业余无线电台所在之省、直辖市、自治区

| 数字 | 区域                                 |   | 数字                                   | 区域 |
| ---- | ------------------------------------ | - | -------------------------------------- | ---- |
| 1    | 北京市                               | 6 | 安徽省、河南省、湖北省                 |      |
| 2    | 黑龙江省、吉林省、辽宁省             | 7 | 湖南省、广东省、广西壮族自治区、海南省 |      |
| 3    | 天津市、内蒙古自治区、河北省、山西省 | 8 | 四川省、重庆市、贵州省、云南省         |      |
| 4    | 上海市、山东省、江苏省               | 9 | 陕西省、甘肃省、宁夏回族自治区、青海省 |      |
| 5    | 浙江省、江西省、福建省               | 0 | 新疆维吾尔自治区、西藏自治区           |      |

- 呼號後綴為由1～4位的字母或者字母和数字的组合组成，但1位、4位呼号后缀，以及带有数字的呼号后缀由国家无线电管理机构保留。故常見之中国业余无线电台呼号后缀为2或3位的字母。

### 特別行政區
- 香港特別行政區的國際電聯前缀為VR，而區分數字統一為2；故香港業餘無線電臺呼號以VR2开头，加上2或3位字母的後綴。[20]
- 澳門特別行政區的國際電聯前缀為XX，而區分數字統一為9；故澳門業餘無線電臺呼號以XX9开头，加上2位字母的後綴。[21]

## 日本
日本業餘無線電台呼號由總務省下轄的各地總合通信局管理
- 呼號前綴兩字元為JA－JS、7J－7N、8J－8N
- 呼號之第三字元為阿拉伯數字，是業餘電臺所在之都、道、府、縣對應之總合通信局

| 數字 | 地區                                                             | 總合通信局 |   | 數字                                                             | 地區   | 總合通信局 |
| ---- | ---------------------------------------------------------------- | ---------- | - | ---------------------------------------------------------------- | ------ | ---------- |
| 1    | 東京都、神奈川縣、千葉縣、埼玉縣、茨城縣、群馬縣、栃木縣、山梨縣 | 關東       | 6 | 福岡縣、佐賀縣、長崎縣、宮崎縣、大分縣、熊本縣、鹿兒島縣、沖繩縣 | 九州   |            |
| 2    | 愛知縣、静岡縣、岐阜縣、三重縣                                   | 東海       | 7 | 青森縣、秋田縣、岩手縣、宮城縣、山形縣、福島縣                   | 東北   |            |
| 3    | 滋賀縣、京都府、奈良縣、大阪府、兵庫縣、和歌山縣                 | 近畿       | 8 | 北海道                                                           | 北海道 |            |
| 4    | 岡山縣、鳥取縣、廣島縣、島根縣、山口縣                           | 中國       | 9 | 福井縣、石川縣、富山縣                                           | 北陸   |            |
| 5    | 德島縣、香川縣、高知縣、愛媛縣                                   | 四國       | 0 | 新潟縣、長野縣                                                   | 信越   |            |

- 呼號後綴為二或三字元之字母

## 朝鮮
朝鮮僅有外國人入朝架設業餘電台之紀錄，其本國無線電臺呼號分配情形不明。

## 韓國
韓國業餘無線電台呼號由放送通信委員會管理
- 呼號前綴兩字元為HL、DS、DT、D7－D9、6K－6N
- 呼號之第三字元為阿拉伯數字，是代表業餘電臺所在之特別市、廣域市、特別自治市、道、特別自治道及特殊使用機關人員。

| 數字 | 地區或用途                                             |   | 數字                                               | 地區或用途 |
| ---- | ------------------------------------------------------ | - | -------------------------------------------------- | ---------- |
| 1    | 首爾特別市                                             | 6 | 未使用                                             |            |
| 2    | 仁川廣域市、京畿道、江原道                             | 7 | 未使用                                             |            |
| 3    | 大田廣域市、世宗特別自治市、忠清北道、忠清南道         | 8 | 南極科學研究站（世宗科學基地、張保皐科學基地）電臺 |            |
| 4    | 光州廣域市、全羅北道、全羅南道、濟州特別自治道         | 9 | 駐韓美軍人員電臺                                   |            |
| 5    | 釜山廣域市、大邱廣域市、蔚山廣域市、慶尚北道、慶尚南道 | 0 | 科學用電臺、大學電臺                               |            |

- 呼號後綴為二或三字元之字母

## 蒙古
- 呼號前綴兩字元為JT－JV

## 中華民國（台灣）
台灣業餘無線電台呼號由中華民國國家通訊傳播委員會負責管理配發，指配原則《依照業餘無線電人員及電臺管理辦法》規定。
- 呼號前綴兩字元由中華民國國家通訊傳播委員會電信監理處，依照《業餘無線電人員及電臺管理辦法》規定，於BM、BN、BO、BP、BQ、BU、BV、BW及BX中指配。
- 呼號之第三字元使用一個阿拉伯數字，用以代表業餘電臺所在之直轄市、縣、市及臨時電臺。其編配方式如下：

| 數字 | 地區或用途             |   | 數字                                 | 地區或用途 |
| ---- | ---------------------- | - | ------------------------------------ | ---------- |
| 1    | 基隆市、宜蘭縣         | 6 | 嘉義市、嘉義縣、臺南市               |            |
| 2    | 臺北市、新北市         | 7 | 高雄市                               |            |
| 3    | 桃園市、新竹市、新竹縣 | 8 | 屏東縣、臺東縣、花蓮縣               |            |
| 4    | 苗栗縣、臺中市         | 9 | 澎湖縣、金門縣、連江縣、其他外島地區 |            |
| 5    | 彰化縣、南投縣、雲林縣 | 0 | 臨時電臺                             |            |

- 呼號後綴為一至三字元以內之英文字母分為以下各組，但臨時電臺呼號可以不受限制

| 字母數   | 前綴為BX     | 前綴為BM、BN、BO、BP 、BQ、BU、BV、BW |
| -------- | ------------ | ------------------------------------- |
| 一個字母 | 中繼電臺     | 特殊業餘電臺                          |
| 二個字母 | 一等業餘電臺 | 一等業餘電臺                          |
| 三個字母 | 二等業餘電臺 | 三等業餘電臺                          |

- 非本國籍業餘無線電團體或人員經主管機關核准於中華民國領域內短期操作業餘電臺者，其臨時電臺呼號之第三字元應使用斜線。